# Coenonympha tergestina
Coenonympha tergestina är en fjärilsart som beskrevs av Ruggero Verity 1927. Coenonympha tergestina ingår i släktet Coenonympha och familjen praktfjärilar. Inga underarter finns listade i Catalogue of Life.